# 范汝梓
范汝梓（1577年11月08日—？），字君材，號丹揆，浙江鄞縣莫家漕（今寧波市）人，祖籍京西路鄧城（今湖北襄陽），明朝政治人物，进士出身。

## 生平
萬曆二十五年（1597年）丁酉科浙江鄉試四十七名舉人，萬曆三十二年（1604年）登甲辰科進士，吏部觀政，授刑部主事，萬曆三十六年（1608年）貶為酉阳宣撫司经历。萬曆三十九年（1611年）京察。萬曆四十一年（1613年）補江西布政司照磨，天启元年（1621年）補陕西按察司照磨。次年，升襄阳府推官，天啟四年（1624年）升刑部主事，天啟七年（1624年）升员外郎，同年升郎中。崇祯初年（1628年）任福建延平府知府。

## 家族
祖父范鈁，四川右參政。